# Trochosa persica
Trochosa persica là một loài nhện trong họ Lycosidae.
Loài này thuộc chi Trochosa. Trochosa persica được Carl Friedrich Roewer miêu tả năm 1955.